# 할라파소나무밭쥐
할라파소나무밭쥐(Microtus quasiater)는 밭쥐속에 속하는 설치류의 일종이다. 멕시코에서만 발견된다.

## 분포 및 서식지
멕시코 토착종으로 해발 700~2,150m의 시에라 마드레 오리엔탈 산맥 동쪽 경사면에서 발견된다.